# Omega (Brussel)

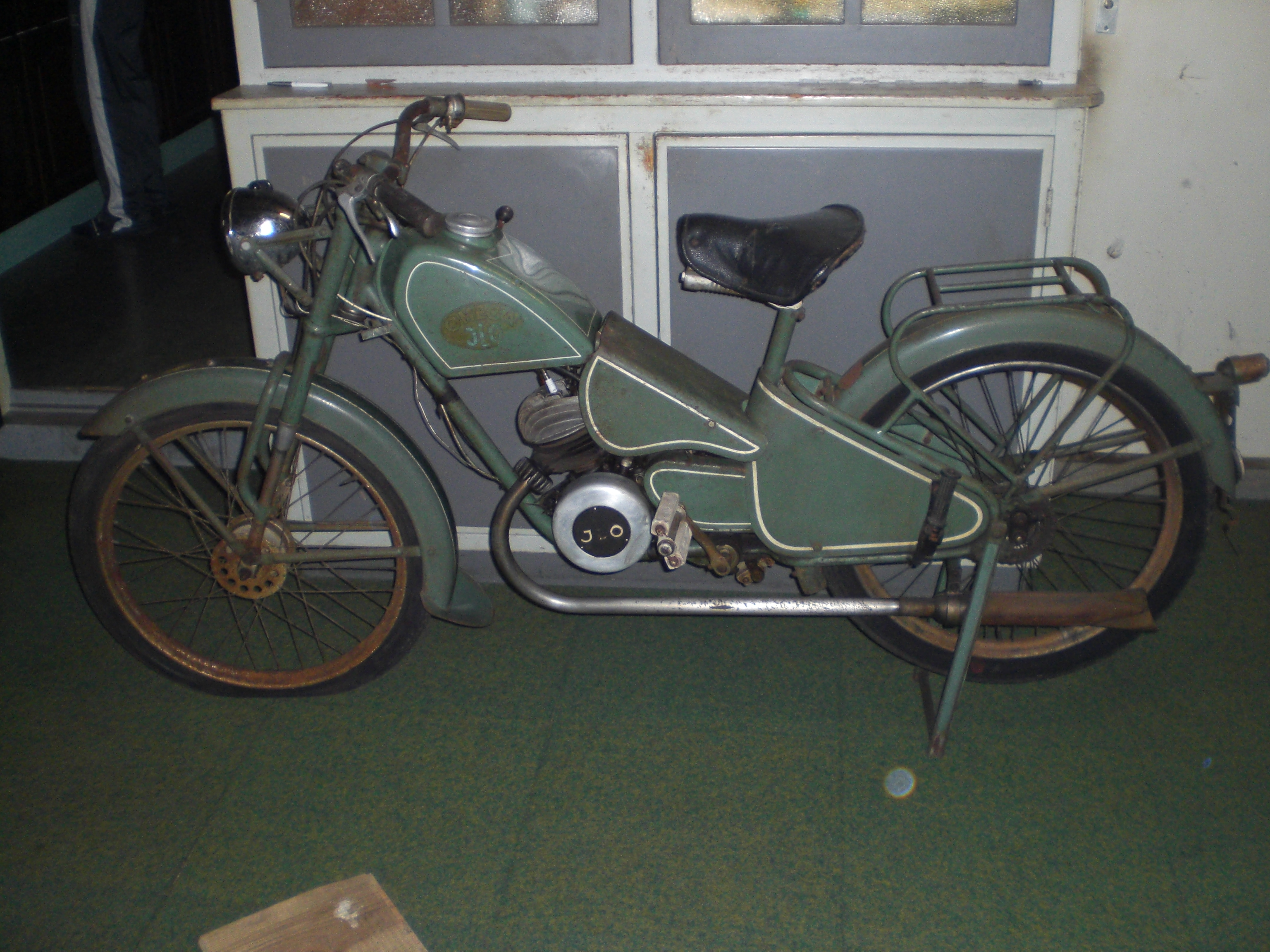

Omega (ook wel: Omega-ILO) is een Belgisch historisch merk van motorfietsen en scooters.
De bedrijfsnaam was NV Presto, het was gevestigd in Brussel
Omega werkte aanvankelijk samen met het Duitse merk Hummel, producent van de "Sitta"-scooters. Deze werden in België namens Omega verkocht.
In 1951 ging Omega tandems en lichte motorfietsen met 120 cc ILO-tweetaktmotoren produceren. In 1952 volgden motorfietsen met 125- en 175 cc ILO-blokken. In 1953 kwam er een 50 cc bromfiets, maar ook nieuwe motorfietsjes met 118-, 150- en 175-, 200- en 250 cc ILO-blokken. De 250 cc-versie had een dubbelzuigermotor. In 1954 werd de productie beëindigd.
- Er waren nog meer merken met de naam Omega, zie Omega (Bradshaw) - Omega (Coventry) - Omega (Frankrijk) - Omega (North Hollywood) - Omega (Wolverhampton)